# 西田ひらり
西田 ひらり（にしだ ひらり、2001年6月30日 - ）は、日本の女性歌手、女優、ファッションモデル。女性ダンスヴォーカルグループONE CHANCE、アイドルグループGEMの元メンバー。
静岡県御殿場市出身。アニモプロデュース所属。

## 略歴
幼少時より津軽三味線を嗜む両親から民謡を習っていて、小学1年生（2008年）になってからは民謡歌手の小山みつなから指導を受けるようになる。2014年8月、日本民謡協会主催の『平成26年度 民謡民舞少年少女全国大会』に出場した際に、エイベックスからスカウトをされ、アカデミーでのレッスンを開始した。翌2015年には『平成27年度 民謡民舞少年少女東京大会』コンクール中学生の部で優勝、同全国大会で優秀賞を受賞した。
2016年6月25日に開催された『iDOL Street Carnival 2016 6th Anniversary 〜RE:Я|LOAD〜』で、エイベックスのアイドルグループGEMの新メンバーとしてお披露目された。加入の経緯について「テレビでAKB48さんを見てるうちにアイドルに憧れるようになり、iDOL Streetの中でもGEMのカッコいい歌とダンスに惹かれ始めて。それで今回iDOL Streetの新体制のオーディションがあるということで、GEMに入りたいと思ってオーディションを受けたんです。」と述べている。その後、2018年3月31日をもってGEMは解散となった。
2018年7月24日、新結成となる女性ダンス&ボーカルグループONE CHANCEのメンバー10名が発表され、そのひとりとして活動を開始した。その後、2020年10月31日をもってONE CHANCEは解散となった。
グループ活動の他にも、2018年10月からはファッションブランドSPINNSのモデルとして活動を始め、2019年4月にはオーディションでレギュラーMCの座を勝ち取った地元静岡県のテレビ番組『さわやか五郎のショールーム』（静岡朝日テレビ）の放送が開始、同年6月には『第32回 静岡・ちゃっきり節 日本一全国大会』で優秀賞を獲得、2020年1月には初のミュージカル出演となる『デスノート THE MUSICAL』への出演決定、2023年3月24日に公益財団法人日本民謡協会の「日本民謡協会 民謡アンバサダー」に任命されるなど、個人としての活動の幅も広げている。
なお、2022年10月末をもって約6年間所属したエイベックス・マネジメントを退所、フリーランスを経て、2023年11月よりアニモプロデュースに所属している。

## 人物
趣味はランニング。小学生のころから走るのが好きで、中学校では陸上部（長距離・駅伝部）に入部していた。また、チャレンジしたいこととして「フルマラソン完走」と述べている。好きな食べ物は、かぼちゃの煮物、ラーメン、抹茶。姉が二人おり、両親と同じく津軽三味線を嗜んでいる。なお、ひらり自身は三味線は弾けないとのこと。
ダンスは小学校低学年から、ピアノは幼少期から習っており、特にピアノで西田自身の配信やONE CHANCE公式Youtubeチャンネルで弾き語りを披露している。ONE CHANCE時代に歌唱披露したgirl next doorの「Infinity」は、GEMのオーディション時に歌唱していた。なお、GEM時代のMy GEMは、加入時がミルキー・クォーツ（銀色）、2016年11月20日からがスターサファイア（青）だった。

## 作品

### 参加楽曲
- スクールアイドルミュージカル『椿滝桜女学院高等学校スクールアイドル部 後夜祭アルバム！』（2024年8月21日、LACZ-10205、Lantis） - 晴風サヤカ 役[26]
  - 応援してね♡
  - So My Way
  - 夢見ガチガール
  - 夢はドコカラ

## 出演

### テレビ
- 全力坂（2017年3月9日・13日、EX）
- 校則違反修学旅行（2017年11月4日 - 12月9日、 韓国 JTBC）[27]
- たまごちゃん（2019年1月26日 - 不定期、静岡朝日テレビ） - リポーター[28]
- さわやか五郎のショールーム（2019年4月6日 - 9月28日、静岡朝日テレビ） - レギュラーMC[14]

### ラジオ
- GEM伊藤千咲美&西田ひらりのちさひらcafe（2016年10月7日 - 2018年3月29日、ラジオ日本）[29]

### CM
- ふじのくにキャンピングカーショー2019ふじさんめっせ（2018年12月 - 2019年1月）[30]

### WEB

#### WEBドラマ
- #そつ旅 〜アオにまたたく青春を。〜 ショートドラマ「アオにまたたく」（2023年1月20日・23日・24日、JR西日本） - 主演[31]

#### その他のWEB
- とれたて！フレッシャーズ「西田ひらり "白ナスの収穫に挑戦!!"」（2018年9月5日、AbemaTV）[32]

### MV
- スキマスイッチ「未来花(ミライカ) for Anniversary」-Flowers on Mother’s Day（2018年5月、映像 - YouTube）

### 舞台
- SANETTY Produce 宮崎理奈プロデュース公演『不思議の国のカンタータ 〜泣き声混じりの空想歌〜』（2017年11月22日 - 26日、新宿村LIVE） - オリヴィア 役（ダブルキャスト）[33]
- 『デスノート THE MUSICAL』（東京公演:2020年1月20日 - 2月9日、東京建物 Brillia HALL / 静岡公演:2月22日・23日、マリナート 大ホール / 大阪公演(中止)[注 4]:2月29日・3月1日、梅田芸術劇場 メインホール / 福岡公演(中止)[注 4]:3月6日 - 8日、博多座） - 夜神粧裕 役[16][36]
- 『新サクラ大戦 the Stage 〜二つの焔〜』（2021年12月17日 - 19日、シアター1010） - ホワン・ユイ 役[37]
- 『新サクラ大戦 the Stage 〜桜歌之宴＜二幕＞〜』（2022年4月16日・17日、シアター1010） - ホワン・ユイ 役[38]
- THEATER MILANO-Za オープニングシリーズ『スクールアイドルミュージカル』（2024年1月11日 - 21日、THEATER MILANO-Za） - 晴風サヤカ 役（山本愛梨とWキャスト）[39]
- パルコ・プロデュース 2025『星の降る時』（東京公演:2025年5月10日 - 6月1日、PARCO劇場 / 山形公演:6月8日、やまぎん県民ホール / 兵庫公演:6月12日 - 15日、兵庫県立芸術文化センター 阪急 中ホール / 福岡公演:6月21日・22日、キャナルシティ劇場 / 愛知公演:6月27日 - 29日、穂の国とよはし芸術劇場PLAT 主ホール）[40]

### ライブ・イベント

#### 主催ライブ・イベント
- 西田ひらり生誕祭 〜17th Birthday〜（2018年7月1日、ライブスペースアロ）
- HIRARI NISHIDA 〜5th anniversary live〜（2021年9月12日、LIVE STUDIO LODGE）
- 西田ひらりソロライブ 2022〜Departure〜（2022年10月23日、池袋 LiveHouse mono）
- 西田ひらり1st 民謡Live（2023年2月12日、北千住 路地裏寺子屋 rojicoya）
- 西田ひらり 民謡Live 第2弾（2023年3月25日、北千住 路地裏寺子屋 rojicoya）
- 西田ひらり solo live 2024（2024年10月27日、北千住 路地裏寺子屋 rojicoya）

#### その他のライブ・イベント
- 川崎市幸警察署「令和元年春の全国交通安全運動」（2019年5月10日、ラゾーナ川崎プラザ など） - 一日警察署長[41]
- FASHION LEADERS 2022（2022年9月24日、なんばHatch）
- SUPER☆GiRLS「金澤有希 プロデュース公演 "ありがとう 〜これが私のアイスト道〜"」（2022年10月10日、duo MUSIC EXCHANGE）
- 「湯河原梅林 梅の宴」 民謡×津軽三味線 和の響宴 観光大使 小山みつな with スペシャルゲスト（2023年2月25日・2024年2月17日、湯河原梅林）
- 民謡民舞今フェス2023（2023年7月17日、浅草公会堂） - 司会
- 城源寺 開山上人700年回忌特別企画（2024年4月6日、城源寺）
- 金澤有希 生誕祭 〜アイスも溶けちゃう Let's Party いえぇぇぇぇぇい〜（2024年4月28日、アキバステラキューブ）
- 民謡民舞今フェス2024〜民謡日本一選手権〜（2024年7月21日、品川区立総合区民会館きゅりあん） - 司会
- 足立姫フェスティバル（2024年12月18日・19日、慈眼寺） - 総合司会[42]